# Nick Frisby
Nicholas Frisby (Brisbane, 29 ottobre 1992) è un rugbista a 15 australiano che gioca mediano di mischia nei Western Force.

## Biografia
Frisby esordì con i Reds, segnando una meta, nella partita contro gli Sharks durante il Super Rugby 2012. Oltre al ruolo di mediano di mischia, mostrò di poter giocare anche come mediano di apertura sostituendo, come titolare, l'infortunato Quade Cooper durante il Super Rugby 2015.
Nel 2014 debuttò nel National Rugby Championship con la maglia di Brisbane City, squadra con la quale conquistò due titoli nelle stagioni 2014 e 2015.
Frisby disputò con la selezione australiana di categoria il Campionato mondiale giovanile di rugby 2012. Convocato nel 2016 dall'allenatore dell'Australia Michael Cheika, giocò due incontri contro l'Inghilterra durante il tour estivo dei britannici. Nello stesso anno disputò il terzo incontro di Bledisloe Cup contro la Nuova Zelanda e due test match autunnali con Galles e Inghilterra.

## Palmarès
- National Rugby Championship: 2
Brisbane City: 2014, 2015